# Stefanus III van Hongarije
Stefanus III van Hongarije (1147 - 4 maart 1172) was van 1162 tot 1172 koning van Hongarije, Kroatië en Dalmatië. 

## Levensloop
Hij was de oudste zoon van koning Géza II van Hongarije en prinses Euphrosina van Kiev. Koning Lodewijk VII van Frankrijk die met een leger kruisvaarders op het moment van Stefanus' geboorte toevallig Hongarije doorkruiste, werd zijn dooppeter. In 1152 werd Stefanus benoemd tot de officiële troonopvolger.
Nadat zijn vader in mei 1162 stierf, werd hij kort nadien gekroond tot de nieuwe koning van Hongarije. Als koning werd Stefanus vooral gesteund door zijn moeder en de bisschop van Esztergom. Zijn moeder bouwde goede contacten op met de Duitse gebieden om zo een goede huwelijkskandidaat voor haar zoon te vinden. Stefanus besliste in 1167 te trouwen met prinses Jaroslavna van Halytsj. Dit huwelijk werkte vrij slecht en het paar ging al snel uiteen. Uiteindelijk huwelijkte Euphrosina haar zoon uit aan prinses Agnes van Oostenrijk. De twee trouwden in 1168. Ze kregen twee zonen, maar die stierven allebei kort na de geboorte.
In de beginjaren van zijn regering kreeg Stefanus te maken met tegenstand. Zo wilde de Byzantijnse keizer Manuel I Komnenos Hongarije als vazalstaat in handen krijgen en gaf hij militaire steun aan Stefanus' ooms Ladislaus II en Stefanus IV, die aan het hof van Manuel verbleven, in hun strijd om de Hongaarse troon. Hun militaire veldtocht was zeer succesvol en in 1162 werd Ladislaus II tot koning gekroond. Stefanus III en zijn aanhangers moesten hierdoor naar Presburg vluchten. De bisschop van Esztergom excommuniceerde Ladislaus wegens deze daad, waarna Ladislaus de bisschop gevangen liet nemen.
In januari 1163 stierf Ladislaus, waarna hij opgevolgd werd door zijn broer Stefanus IV, die bij het Hongaarse volk niet echt geliefd was. In juni 1163 versloeg Stefanus III Stefanus IV in de slag bij Székesfehérvár, maar de strijd werd verdergezet. Stefanus III kon pas de oorlog winnen nadat keizer Frederik I Barbarossa ingreep. Stefanus IV weigerde echter nog steeds Stefanus III te erkennen als koning van Hongarije en bleef tot aan zijn dood in 1165, toen hij door eigen getrouwen vergiftigd werd, bitter strijden voor de Hongaarse troon.
Na de dood van zijn ooms kende Stefanus III nog altijd instabiliteit. Dit kwam omdat Manuel I Komnenos via Stefanus' broer Béla, die in het Byzantijnse Rijk werd opgevoed, nog steeds invloed probeerde uit te oefenen in Hongarije. Nadat Manuel in juli 1167 Stefanus versloeg in de Slag bij Sirmium, besloten de twee vrede te sluiten en de zuidelijke Hongaarse gebieden onder elkaar te verdelen. Tijdens zijn bewind waren er ook spanningen met de republiek Venetië.
Ondanks talrijke oorlogen slaagde Stefanus erin om de Hongaarse staat te hervormen. Zo was hij de eerste koning die stadsburgers bepaalde privileges gaf en garandeerde hij dat de Hongaarse kerk ook bij noodgevallen haar bezit kon behouden.
In 1172 stierf Stefanus onverwacht op 25-jarige leeftijd, misschien door vergiftiging. Omdat hij zonder zonen stierf, werd Stefanus opgevolgd door zijn jongere broer Béla.